# Осенний салон

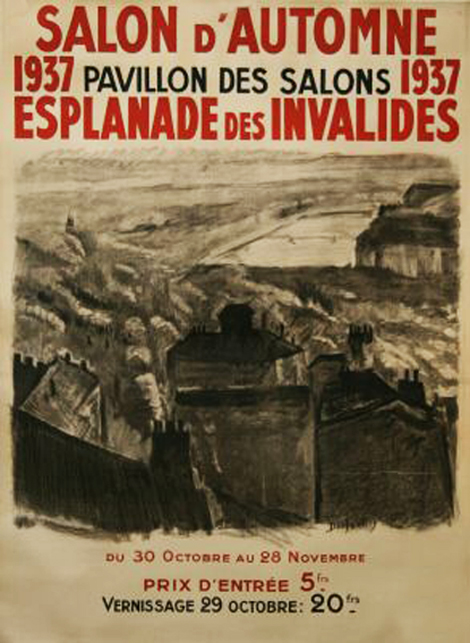
Афиша Осеннего салона 1937 года работы Жоржа Дюфренуа

Общество осенних салонов, укороченное название Осенний салон (фр. Société du Salon d’automne, также Salon d’automne) — объединение деятелей искусства во Франции, основанное в 1903 году архитектором Францем Журденом в сотрудничестве с такими художниками, как Жорж Руо, Эдуар Вюйяр, Альбер Марке. В создании общества также принимали участие такие заслуженные мастера живописи, как Поль Сезанн, Огюст Ренуар, Одилон Редон, Эжен Каррьер. Ренуар и Каррьер были избраны почётными президентами общества.

## История
Образование Общества осенних салонов было реакцией на консервативную политику, проводимую в области искусства официальными Парижскими салонами. В отличие от Салона Независимых, проводимого ежегодно весной, на котором художники выставляли свои работы зимнего сезона, на Осенних салонах демонстрировались произведения, созданные летом. В отличие от Салона Независимых, в осенней выставке принимали участие не только живописцы и скульпторы, но также архитекторы, музыканты, литераторы и художники Декоративно-прикладное искусство декоративно-прикладного искусства. Свои произведения могли выставлять и иностранные художники.
Первая Осенняя выставка состоялась в 1903 году в парижском Малом дворце, а с 1904 года и вплоть до нашего времени она проходит ежегодно в октябре или в ноябре в Большом дворце (за исключением выставок 1937 и 1940 годов). Наиболее известной в истории искусства была Осенняя выставка 1905 года, на которой Анри Матисс и его друзья выставили свои работы в зале VII; после этого события вошло в обращение такое понятие, как фовизм. В 1907 году в Осеннем салоне состоялись ретроспектива работ Сезанна и выставка памяти Гогена.
В 1911 году на IX Салоне Гийом Аполлинер представил публике картины Робера Делоне, Фернана Леже, Альбера Глеза, Жана Метценже, Анри Ле Фоконье; прото-кубистические скульптуры Раймона Дюшана-Вийона и Йожефа Чаки.
Общество осенних салонов всегда старалось предоставить зрителям возможность наиболее полно познакомиться с самыми талантливыми и интересными произведениями современного искусства. После окончания Первой мировой войны на Осенних салонах доминировали произведения Амедео Модильяни, Жоржа Брака, Марка Шагала и других художников-модернистов. Вплоть до середины 1950-х годов Осенний салон был важнейшей сценой для современных направлений в живописи. Затем пальма первенства в этом «состязании» перешла к Парижскому биеннале.

## Некоторые члены Общества
Кроме вышеперечисленных мастеров, в выставках Осенних салонов принимали участие следующие художники:
- Отон Фриз
- Аристид Майоль
- Кис ван Донген
- Раймон Дюшан-Вийон
- Николай Рерих
- Константин Бранкузи
- Йожеф Чаки
- Огюст Эрбен
- Андре Сегонзак
- Моисей Коган
- Марсель Дюшан
- Жоржетта Агутт
- Александр Архипенко
- Джорджо де Кирико
- Вадим Меллер
- Франитишек Купка
- Нина Хэмнетт
- Пауль Вельш
- Мария Васильева
- Цугухару Фудзита
- Жорж Жимель
- Амеде Озанфан
- Эдуард Вийральт,
- Мойше Беркович-Эрко

и многие другие.